# Вітін Олег Ігорович
Олег Ігорович Вітін (10 вересня 1939 року, Москва — 2003 рік, Сосновий Бор, Ленінградська область) — передовик виробництва, старший оператор реакторного відділення Ленінградської атомної електростанції імені В. І. Леніна. Герой Соціалістичної Праці (1975). Депутат Верховної Ради СРСР 10 скликання.

## Біографія
Народився 10 вересня 1939 року в Москві в сім'ї військовослужбовця. Закінчивши середню школу в 1955 році, вступив на курси електрозварників. У 1956 році по комсомольській путівці приїхав до Красноярська-26, де став працювати в Будтресті і пізніше — на Гірничо-хімічному комбінаті. За ударну трудову діяльність нагороджений кількома медалями. Був удостоєний звання «Ударник комуністичної праці». У 1971 році нагороджений орденом Леніна. Із червня 1972 року по травень 1988 року працював на Ленінградській АЕС. Починав роботу в реакторному відділенні, пізніше призначений старшим оператором. За цей період своєї роботи на Ленінградській АЕС брав участь в освоєнні обладнання транспортно-технологічного і перевантажувального комплексу великої потужності канального реактора РБМК-1000. За видатні успіхи в трудовій діяльності удостоєний в 1975 році звання Героя Соціалістичної Праці.
У 1980 році обирався депутатом Верховної Ради СРСР 10 скликання.
У 1988 році брав участь у ліквідації наслідків на Чорнобильської АЕС. У 1991 році у зв'язку з досягненням пільгового пенсійного стажу був переведений на посаду контролера зварювальних робіт. Із 1995 року працював майстром групи контролю. У 2002 році вийшов на пенсію. Помер у 2003 році.

## Нагороди
- Герой Соціалістичної Праці — указ Президії Верховної Ради СРСР від 26 лютого 1975 року
- Орден Леніна — двічі (1971, 1975)
- Медаль «В ознаменування 100-річчя з дня народження Володимира Ілліча Леніна» (1970)